# 胡桃目
胡桃目是传统的分类法承认的一个目，属于双子叶植物纲。
1981年的克朗奎斯特分类法将其列在金缕梅亚纲中，1998年根据基因亲缘关系分类的APG 分类法认为应该取消这个目，其属下的两个科直接合并到壳斗目之下， 2003年经过修订的APG II 分类法维持原分类。